# 트레비소
트레비소(이탈리아어: Treviso)는 이탈리아 베네토주의 도시이다. 트레비소도의 도청이 위치한 곳으로 인구 85,188명이 소재해 있다 (2023년 12월 기준). 약 3,000명이 베네치아의 성벽 (le Mura) 또는 역사 및 기념물 중심지에 거주하고 있고 80,000명 가량은 도심에 위치하며 도시 주변으로는 대략 170,000명의 인구가 있다.
이 지역은 베네통, 시슬리, 스테파넬, 제옥스, 디아도라, 로토 스포르트 이탈리아, 드롱기, 피나렐로 등의 기업 본사가 위치해 있다.
트레비소는 또한 프로세코 포도주와 라디키오의 원산지로도 알려져 있고, 이탈리아의 유명 디저트 티라미수의 기원이라고 여겨진다.

## 역사

### 고대
몇몇은 트레비소가 켈트어 '타르보스'(tarvos)가 라틴어 접미어 '이시움'(isium)과 합해진 '타르비시움'(Tarvisium)에서 비롯한 것이라 믿는다. 타르보스는 켈트 신화상의 숫소를 의미하며, 숫소는 동방의 점성술에서 사자와 연관시킬 수도 있다. 다른 이들은 트레비소에 처음으로 도래한 부족의 언어의 단어에서 유래한 것이라 믿는다.
당시 베네티족의 도시였던 타르비시움은 로마인들이 갈리아 키살피나를 영토로 삼은 뒤인 기원전 89년에 '무니키피움'이 되었다. 시민들은 로마의 클라우디우스 씨족에 속한 것으로 여겨졌다. 도시는 고대 및 초기 중세 때 베네티아의 주요 도시 두 곳인 오피테르기움과 아퀼레이아를 연결하던 포스투미아 가도와 가까운 곳에 있었다. 트레비소는 고대 작가들에게 거의 언급되지 않았으나, 대 플리니우스는 '실리스'(Silis), 즉 실레강이 '타르비사니스산에서'(ex montibus Tarvisanis) 흐른다라고 기록한 바 있다.
로마 시대 기간, 기독교가 트레비소로 전파됐다. 전승에서는 성 베드로에 의해 주교로 임명된 그리스인 출신의 성 프로스도키무스가 트레비소와 그 일대에 가톨릭 신앙을 가져왔다고 기록한다. 4세기쯤, 기독교 인구가 상시 주교를 둘 만큼 충분히 많아졌다. 최초의 기록 상의 주교는 서기 396년에 주교직을 시작한 경건한 요한이다.

### 중세 전기
트레비소는 서로마 제국 멸망 이래로 이탈리아의 다른 지역과 유사하게 인구적으로 경제적으로 쇠퇴를 겪었지만, 아틸라의 피해에서 벗어났고 이에 따라 6세기에는 중심지로서 지위를 유지하였다. 전승에 의하면, 트레비소는 고트 전쟁 기간 동고트족의 지도자 토틸라가 태어난 곳이었다. 고트 전쟁 직후에 트레비소는 서기 568년까지 비잔티움의 라벤나 총독령에 속했다가 랑고바르드족에 넘어가 이들의 36개의 공작령 중 하나가 되었으며 화폐 주조소가 세워지기도 했다. 이 화폐 주조스는 마지막 랑고바르드의 왕인 데시데리우스 재위 기간 중요한 역할을 했으며 북이탈리아가 프랑크 제국에 흡수될 때까지 주화 생산을 이어나갔다. 트레비소 출신 사람들은 베네치아 설립에 있어서도 중요한 역할을 하기도 했다.
샤를마뉴는 트레비소를 몇 세기간 지속됐던 변경백, 즉 트레비소 변경백국의 중심지로 삼았다.

### 중세
트레비소는 롬바르디아 동맹에 가담했고, 콘스탄스 조약 (1183년) 이후에는 독립을 얻었다. 이는 북이탈리아에서 영주권이 발생할 때까지 이어졌다. 1214년, 트레비소는 파도바와 베네치아 간의 전쟁으로 이어진 사랑의 성 사건이 일어난 곳이었다. 트레비소를 통치했던 다양한 가문들 중에, 다 로마노 가문은 1237년부터 1260년까지 군림했다. 구엘프와 기벨린 간의 분쟁이 벌어지고, 첫 승자는 1283년의 게라르도 3세 다 카미노였으며, 이후로 트레비소는 1312년까지 대단한 경제 및 문화적 성장을 겪었다. 트레비스 그리고 카스텔프랑코 베네토 (파도바와 대치하는 지점에 트레비소인들이 건설) 등을 포함한 주변 위성 도시들은 다 카라라 가문, 스칼라 가문 등 주변의 이웃 세력들의 이목을 끌게 했다. 다 카미노 가문의 마지막 영주 리차르도 4세가 죽자, 트레비소 변경백령은 계속된 분쟁과 파괴의 현장이 되었다 (1329년–1388년).
트레비소의 공증인이자 의사이던 올리비에로 포르체타는 고대 유물과 그림에 대한 열렬한 수집가였고, 그의 수집 컬렉션이 1369년에 카탈로그에 실려 출판되었으며 이는 현재까지도 남아있는 초기의 카탈로그이다.

### 베네치아의 지배
1329년–1339년간 스칼라 가문의 지배가 끝나고, 트레비소는 스칼라 전쟁의 결과에 따라 베네치아 공화국에 넘어가, 세레니시마의 첫 대표적인 본토 영토가 되었다. 1318년부터 임시적으로 대학교가 위치하기도 했다. 베네치아의 지배는 셀 수 없는 많은 해택을 가져왔지만, 트레비소는 베네치아의 전쟁에 피할 수 없이 연루되었다. 1381년 트레비소는 오스트리아 공작에게 넘어갔고, 1384년부터 1388년까지 카라라 가문의 지배를 받기도 했다. 베네치아로 반환된 뒤, 현재까지 남아 있는 거대한 성벽으로 요새화되었으며 이 성벽은 다음 세기에 프라 조콘도의 지시로 보강이 이뤄졌으며, 두 개의 성문이 추가되었다. 수 많은 수로가 몇 개의 물레방아와 활용되었는데, 이 물레방아들은 주로 지역에서 생산된 곡물을 제분하는 방앗간을 가동하는 데 쓰였다. 수로들은 모두 배를 띄울 수 있었고 ‘바르코니’는 베네치아에서 트레비소의 항구(포르토 데 피에라, Porto de Fiera)에 도착하여 세금을 납부한 뒤, 리비에라 산타 마르게리타(Riviera Santa Margherita)에서 화물과 승객을 하역했다. 어부들은 매일 트레비소의 어시장에 신선한 수산물을 가져올 수 있었으며, 이 시장은 작은 다리 두 개로 도시와 연결된 섬에서 여전히 운영되고 있다.

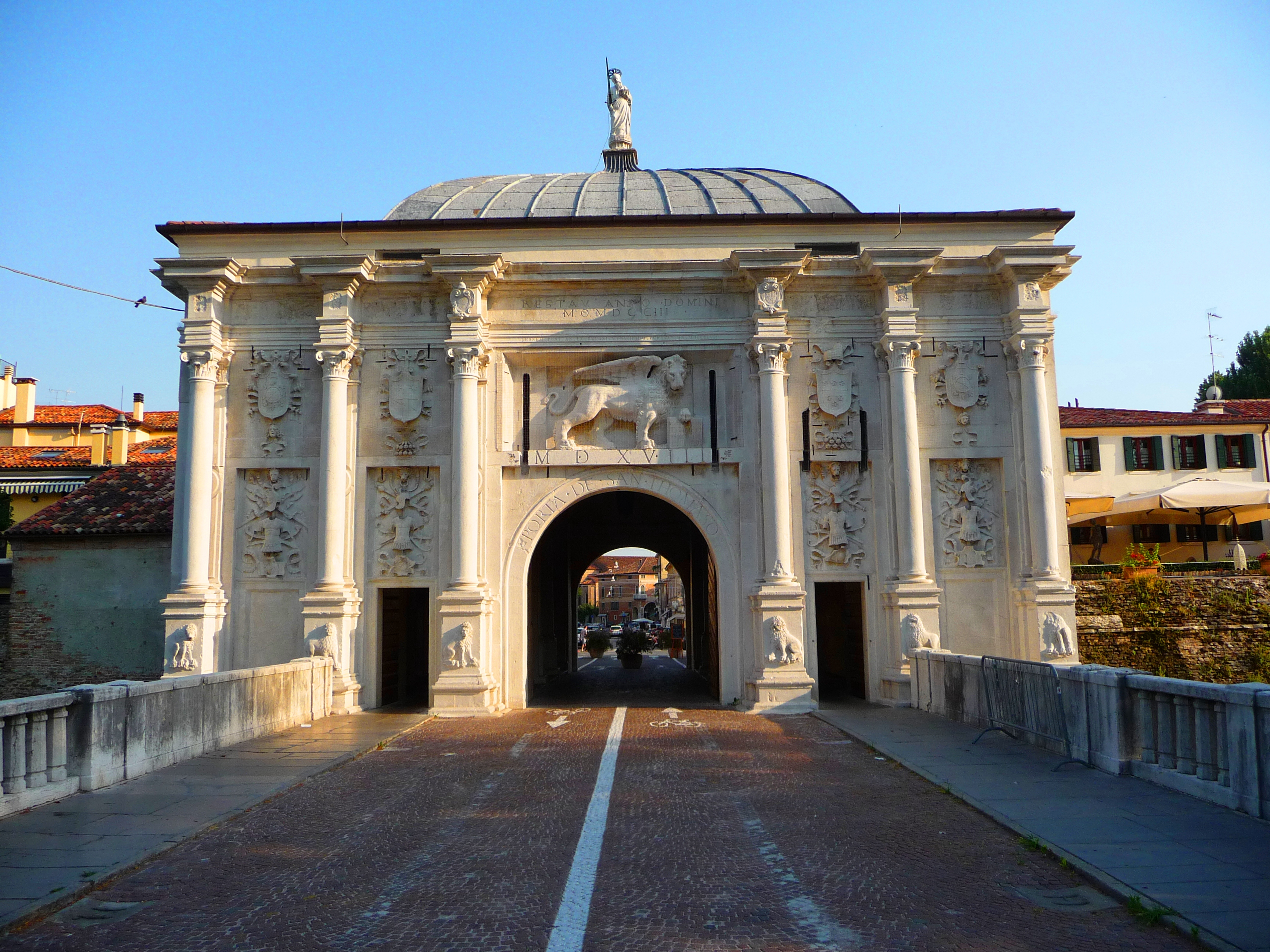
베네치아 공화국의 상징인 성 마르코의 사자가 있는 산 토마소 문

### 프랑스와 오스트리아의 지배
트레비소는 1797년에 모르티에에 의해 프랑스에 점령되었고, 모르티에는 트레비소 공작으로 임명되었다. 프랑스의 지배는 나폴레옹이 패퇴할 때까지 이어졌고, 이후로는 오스트리아 제국에 넘어가게 되었다. 아직까지 멸망한 베네치아 공화국에 충성하던 트레비소 시민들은 오스트리아의 지배를 달가워하지 않았고 1848년 3월, 오스트리아의 수비대를 몰아냈다. 하지만, 포격의 피해를 입자, 트레비소 사람들은 6월 14일 이후로 항복하고 말았다. 오스트리아의 지배는 트레비소가 베네토의 나머지 지역과 함께 1866년 이탈리아 왕국에 합병될 때까지 계속됐다.

### 20세기와 이후
제1차 세계대전 기간, 트레비소는 오스트리아 전선에 가까운 전략적 위치에 있었다. 바로 북쪽에서 벌어진 비토리오 베네토 전투가 전쟁의 흐름을 뒤바꾸는 데 기여했다.
제2차 세계대전 동안, 류블랴나주의 슬로베니아인과 크로아티아인 민간인들을 대상으로 한 이탈리아의 강제 수용소 중 몇 개 중 하나가 트레비소와 가까운 모니고에 설치되었다. 모니고 수용소는 이탈리아가 항복한 1943년에 폐쇄됐다.
트레비소는 제2차 세계대전 기간 몇 차례의 폭격을 겪었다. 도시 중심부의 중세 건축물 다수가 파괴되었고 이 중에는 트레첸토 궁전이 포함되는데 이후에 재건되었으나 이 폭격으로 약 1,600명이 사망했다.
2005년 1월, 사탕 봉지에 싸여져 있었고 이른바 이탈리아 유니바머가 한 것으로 추정되는 폭탄이 트레비소의 거리에서 폭파되었다.

## 지리

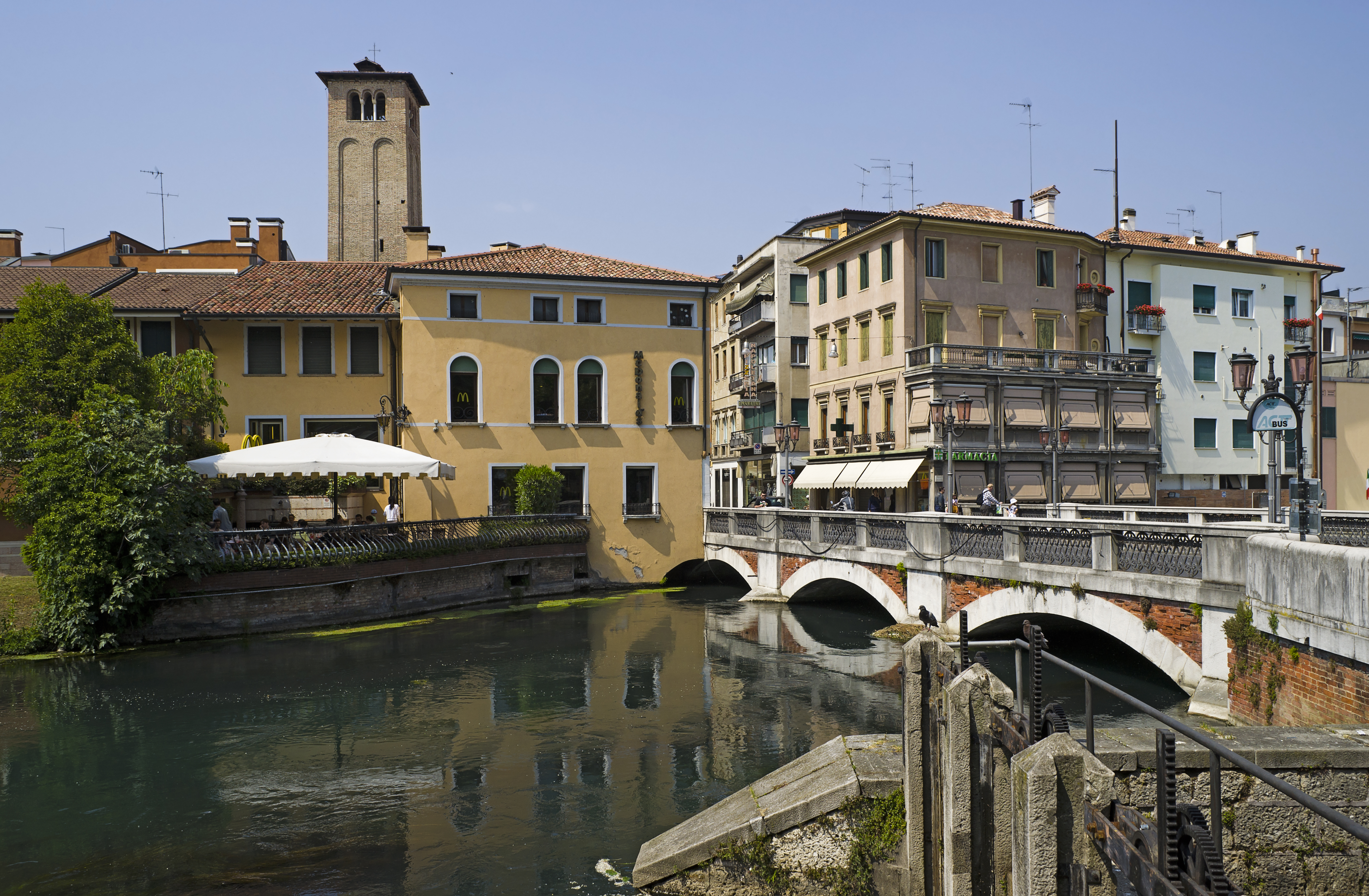
실레강 위에 설치된 트레비소의 한 다리

트레비소는 보테니가강과 실레강이 합류하는 지점이자, 베네치아에서 북쪽으로 30 킬로미터 (19 마일) 비첸차에서 동쪽으로 50 km (31 mi), 파도바에서 북동쪽 40 km (25 mi), 코르티나 담페초에서 남쪽 120 km (75 mi)에 위치했다. 트레비소는 피아베강 오른쪽 강둑에서 남서쪽으로 약 115 km (9 mi) 떨어진 곳에 위치하며, 베네치아만과 알프스산맥 사이의 평원에 자리하고 있다.

### 기후
트레비소의 기후는 최고 기온과 최저 기온의 차이가 비교적 온화하며, 연중 적절한 강수량을 띤다. 쾨펜의 기후 구분에 따른 이 지역의 기후 아형은 '온대' (온화한 온난 습윤 기후)이다.
| 트레비소 (트레비소 공항) (1991년–2020)의 기후 | 트레비소 (트레비소 공항) (1991년–2020)의 기후 | 트레비소 (트레비소 공항) (1991년–2020)의 기후 | 트레비소 (트레비소 공항) (1991년–2020)의 기후 | 트레비소 (트레비소 공항) (1991년–2020)의 기후 | 트레비소 (트레비소 공항) (1991년–2020)의 기후 | 트레비소 (트레비소 공항) (1991년–2020)의 기후 | 트레비소 (트레비소 공항) (1991년–2020)의 기후 | 트레비소 (트레비소 공항) (1991년–2020)의 기후 | 트레비소 (트레비소 공항) (1991년–2020)의 기후 | 트레비소 (트레비소 공항) (1991년–2020)의 기후 | 트레비소 (트레비소 공항) (1991년–2020)의 기후 | 트레비소 (트레비소 공항) (1991년–2020)의 기후 | 트레비소 (트레비소 공항) (1991년–2020)의 기후 |
| 월                                            | 1월                                           | 2월                                           | 3월                                           | 4월                                           | 5월                                           | 6월                                           | 7월                                           | 8월                                           | 9월                                           | 10월                                          | 11월                                          | 12월                                          | 연간                                          |
| --------------------------------------------- | --------------------------------------------- | --------------------------------------------- | --------------------------------------------- | --------------------------------------------- | --------------------------------------------- | --------------------------------------------- | --------------------------------------------- | --------------------------------------------- | --------------------------------------------- | --------------------------------------------- | --------------------------------------------- | --------------------------------------------- | --------------------------------------------- |
| 역대 최고 기온 °C (°F)                        | 16.3 (61.3)                                   | 22.3 (72.1)                                   | 24.6 (76.3)                                   | 31.6 (88.9)                                   | 33.4 (92.1)                                   | 38.5 (101.3)                                  | 37.4 (99.3)                                   | 40.0 (104.0)                                  | 33.0 (91.4)                                   | 28.0 (82.4)                                   | 24.6 (76.3)                                   | 16.5 (61.7)                                   | 40.0 (104.0)                                  |
| 일평균 최고 기온 °C (°F)                      | 7.9 (46.2)                                    | 10.2 (50.4)                                   | 14.7 (58.5)                                   | 18.9 (66.0)                                   | 23.7 (74.7)                                   | 27.7 (81.9)                                   | 30.2 (86.4)                                   | 30.1 (86.2)                                   | 25.0 (77.0)                                   | 19.1 (66.4)                                   | 13.4 (56.1)                                   | 8.8 (47.8)                                    | 19.2 (66.6)                                   |
| 일일 평균 기온 °C (°F)                        | 3.3 (37.9)                                    | 5.0 (41.0)                                    | 9.3 (48.7)                                    | 13.4 (56.1)                                   | 18.4 (65.1)                                   | 22.4 (72.3)                                   | 24.6 (76.3)                                   | 24.3 (75.7)                                   | 19.3 (66.7)                                   | 14.2 (57.6)                                   | 9.1 (48.4)                                    | 4.2 (39.6)                                    | 14.0 (57.2)                                   |
| 일평균 최저 기온 °C (°F)                      | −0.3 (31.5)                                   | 0.6 (33.1)                                    | 4.5 (40.1)                                    | 8.3 (46.9)                                    | 13.1 (55.6)                                   | 17.1 (62.8)                                   | 19.1 (66.4)                                   | 18.9 (66.0)                                   | 14.4 (57.9)                                   | 10.1 (50.2)                                   | 5.5 (41.9)                                    | 0.8 (33.4)                                    | 9.3 (48.7)                                    |
| 역대 최저 기온 °C (°F)                        | −9.6 (14.7)                                   | −11.0 (12.2)                                  | −8.0 (17.6)                                   | −2.0 (28.4)                                   | 1.6 (34.9)                                    | 0.0 (32.0)                                    | 9.9 (49.8)                                    | 9.0 (48.2)                                    | −2.6 (27.3)                                   | −2.2 (28.0)                                   | −5.2 (22.6)                                   | −11.4 (11.5)                                  | −11.4 (11.5)                                  |
| 평균 강수량 mm (인치)                         | 45.2 (1.78)                                   | 50.9 (2.00)                                   | 60.0 (2.36)                                   | 76.3 (3.00)                                   | 99.2 (3.91)                                   | 83.0 (3.27)                                   | 71.9 (2.83)                                   | 73.0 (2.87)                                   | 97.7 (3.85)                                   | 78.0 (3.07)                                   | 94.2 (3.71)                                   | 63.9 (2.52)                                   | 893.3 (35.17)                                 |
| 평균 강수일수 (≥ 1.0 mm)                      | 5.4                                           | 5.2                                           | 5.8                                           | 8.5                                           | 9.1                                           | 8.2                                           | 6.9                                           | 6.6                                           | 6.9                                           | 6.8                                           | 8.4                                           | 6.4                                           | 84.2                                          |
| 평균 상대 습도 (%)                            | 77.6                                          | 73.8                                          | 70.5                                          | 70.1                                          | 69.8                                          | 69.5                                          | 68.0                                          | 68.1                                          | 70.6                                          | 75.7                                          | 79.1                                          | 78.7                                          | 72.6                                          |
| 평균 이슬점 °C (°F)                           | 0.2 (32.4)                                    | 0.7 (33.3)                                    | 4.0 (39.2)                                    | 7.8 (46.0)                                    | 12.4 (54.3)                                   | 16.2 (61.2)                                   | 17.9 (64.2)                                   | 17.8 (64.0)                                   | 14.1 (57.4)                                   | 10.6 (51.1)                                   | 6.1 (43.0)                                    | 1.4 (34.5)                                    | 9.1 (48.4)                                    |
| 평균 월간 일조시간                            | 153.8                                         | 166.9                                         | 196.2                                         | 200.1                                         | 245.8                                         | 248.1                                         | 293.6                                         | 260.4                                         | 204.9                                         | 166.5                                         | 132.0                                         | 151.3                                         | 2,419.5                                       |
| 출처: 미국 해양대기청                         |                                               |                                               |                                               |                                               |                                               |                                               |                                               |                                               |                                               |                                               |                                               |                                               |                                               |

## 건축물
- '산 프란체스코 교회' (San Francesco) - 후기 로마네스크 및 초기 고딕 양식으로 이뤄졌으며, 1231–1270년에 프란치스코 수도회가 지었다. 나폴레옹 군대가 마구관으로 사용한 바 있으며, 1928년에 재단장되었다. 내부는 다섯 개 예배당이 있는 단일 신랑으로 이뤄져 있다. 좌측 벽에는 성 크리스토포로를 묘사한 로마네스크-비잔틴 양식의 프레스코가 존재한다 (13세기 후반). 대 예배당에는 톰마소 다 모데나의 제자가 그린 '네 복음 전도자'들이 있으며, 톰마소 다 모데나의 작품은 좌측 첫 번째 예배당에 '성모자와 일곱 성인' (1350년) 프레스코화이다. 그 옆의 예배당은 이른바 '펠트레의 스승'이 1351년에 제작한 '성모와 네 성인' 프레스코화가 있다. 이 교회에는 단테의 아들인 피에트로 알리기에리, 시인 페트라르카의 딸 프란체스카 페트라르카의 무덤이 있다.
- '로자 데이 카발리에리' (Loggia dei Cavalieri) - 비잔틴 양식에서 영향을 받은 트레비스의 로마네스크의 예시이다. 포데스타인 안드레아 다 페루자에 의해 상류층에 한정되긴 했지만 만남과 사교, 오락을 위한 장소로 지어졌다 (1276년).
- '시뇨리 광장' - 포데스타 궁전과 함께 지어짐 (15세기 후반).
- 산 니콜로 교회 - 13세기 베네치아식 로마네스크 요소와 프랑스식 고딕 요소가 혼합되어 있다. 내부는 신랑 하나와 두 개의 측랑, 애프스 구조로 된 다섯 개 예배당으로 이뤄졌다. '성 로무알도', '성 아그네스와 구원자', '서재 속 성 히에로니무스' 등을 묘사한 톰마소 다 모데나의 유명 프레스코화들을 소장하고 있다. 또한 산토 페란다의 묵주 역시 볼 수 있다. 주목할 것에는 교회 동쪽의 성 크리스토포로의 프레스코가 있는데, 유럽 내에서 유리에 묘사한 가장 오래된 작품이다.
- 트레비소 대성당 - 성 베드로에게 헌정된 건물이다. 로마 시대 후기 때 작은 교회로 지어졌지만, 이후에 지하 묘실과 산티시모 및 말키오스트로 예배당이 추가되었다 (1520년). 그 후 여러 차례 복원을 거친 뒤, 본 로마 시대의 건축물에서는 문만이 남아 있다. 내부는 일 포르데노네와 티치아노 ('말키오스트로 성수태 고지') 등의 작품들이 소장되어 있다. 건축물에는 일곱 개의 돔이 있는데, 신랑 위로 다섯 개, 예배당에 2개가 있다.

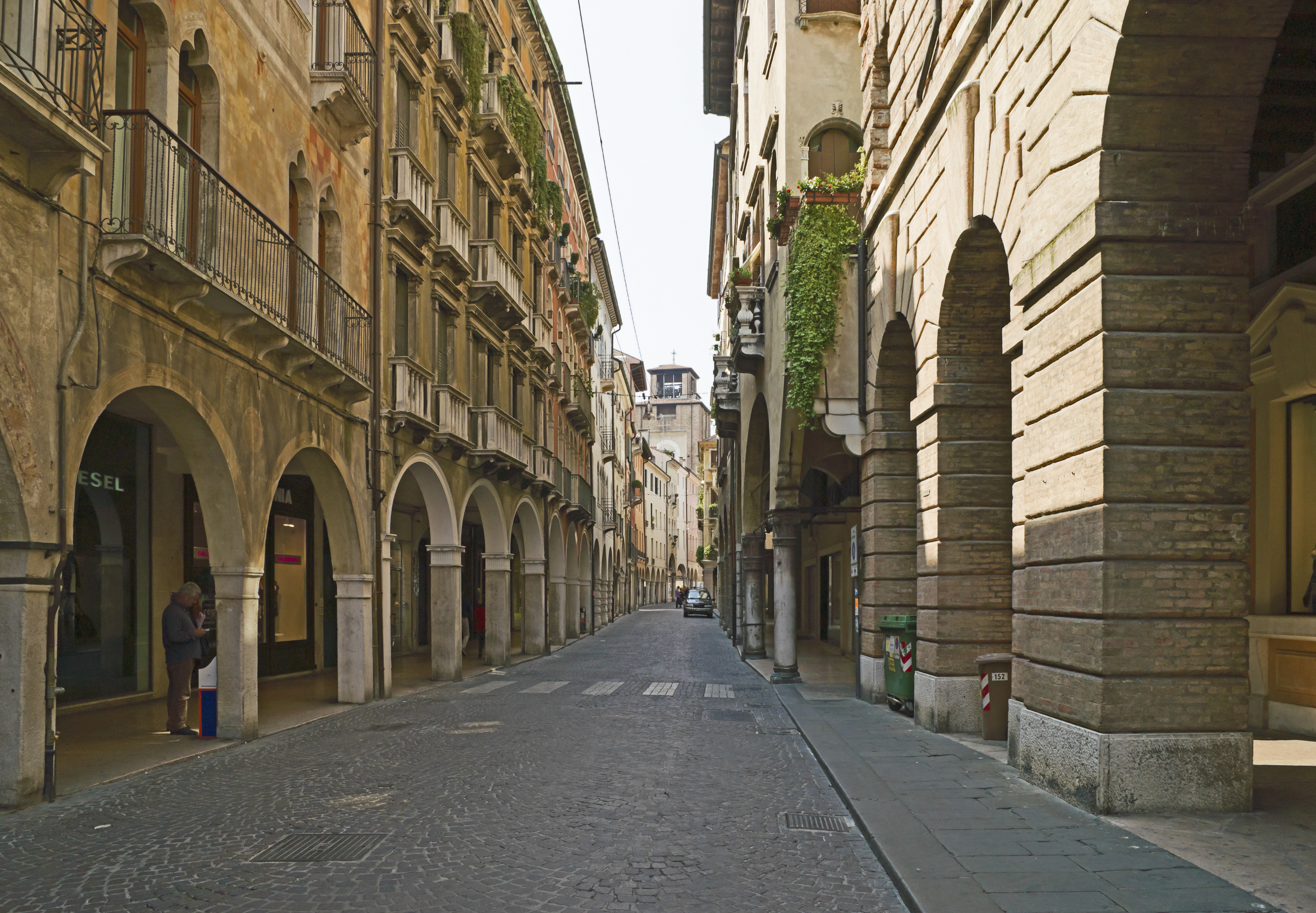
칼마조레 거리

- 트레첸토 궁전칼마조레 거리'트라첸토 궁전' - 13–14세기에 건설.

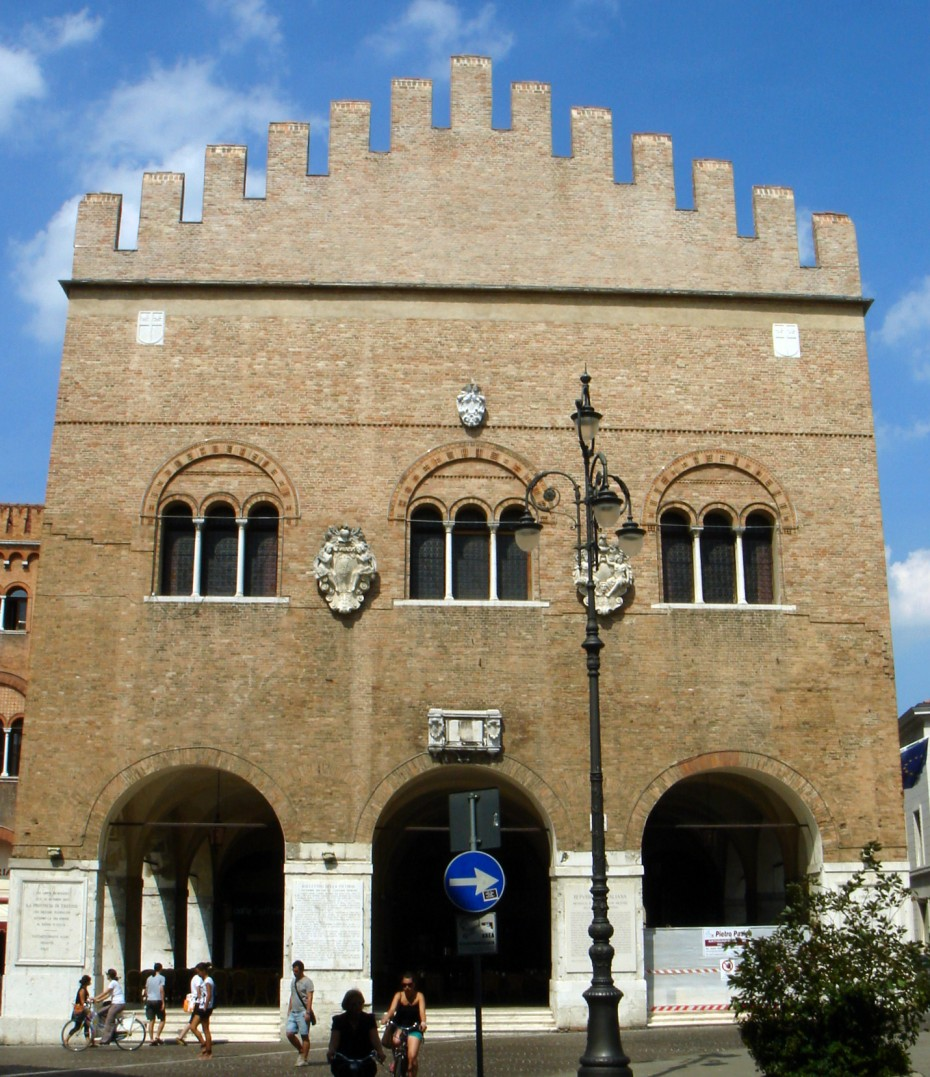
트레첸토 궁전

- '리날디 광장' - 리날디 가문의 세 궁전이 있던 곳으로, 첫 궁전은 프리드리히 바르바로사로부터 달아난 뒤인 12세기에 지어졌다. 두 번째 궁전은 1층의 로자에 끝이 뾰족한 아치가 위치했으며 15세기에 만들어졌다. 세 번째 궁전은 18세기에 추가되었다.
- '프리아 다리' (Ponte di Pria, 석재 다리) -  도시 성벽을 따라 형성된 이 다리는 보테니가강이 도시 중심지를 가로지르는 세 개 수로 (카냔 그란데, 카냔 디 메초, 카냔 디 로자)로 나뉘는 곳에 설치되어 있다.
- '몬테 디 피에타 디 트레비소'와 '카펠라 데이 레토리' (Cappella dei Rettori) - 몬테 디 피에타는 유대인 고리대금업자들을 수용하기 위해 지어졌다. 2층에는 카펠라 데이 레토리가 위치해 있으며 만남을 위한 공공 회관으로 일 포초세라토의 프레스코로 장식되어 있었다.
- 테아트로 마리오 델 모나코 - 트레비소의 주 극장이자 오페라 극장이다. 안드레아 스칼라의 설계로 1869년에 지어졌으며 당시의 파사드가 현재 남아 있다. 내부 장식은 화가 페데리코 안드레오티와 조각가 파우스토 아스테오가 맡았다.[16]

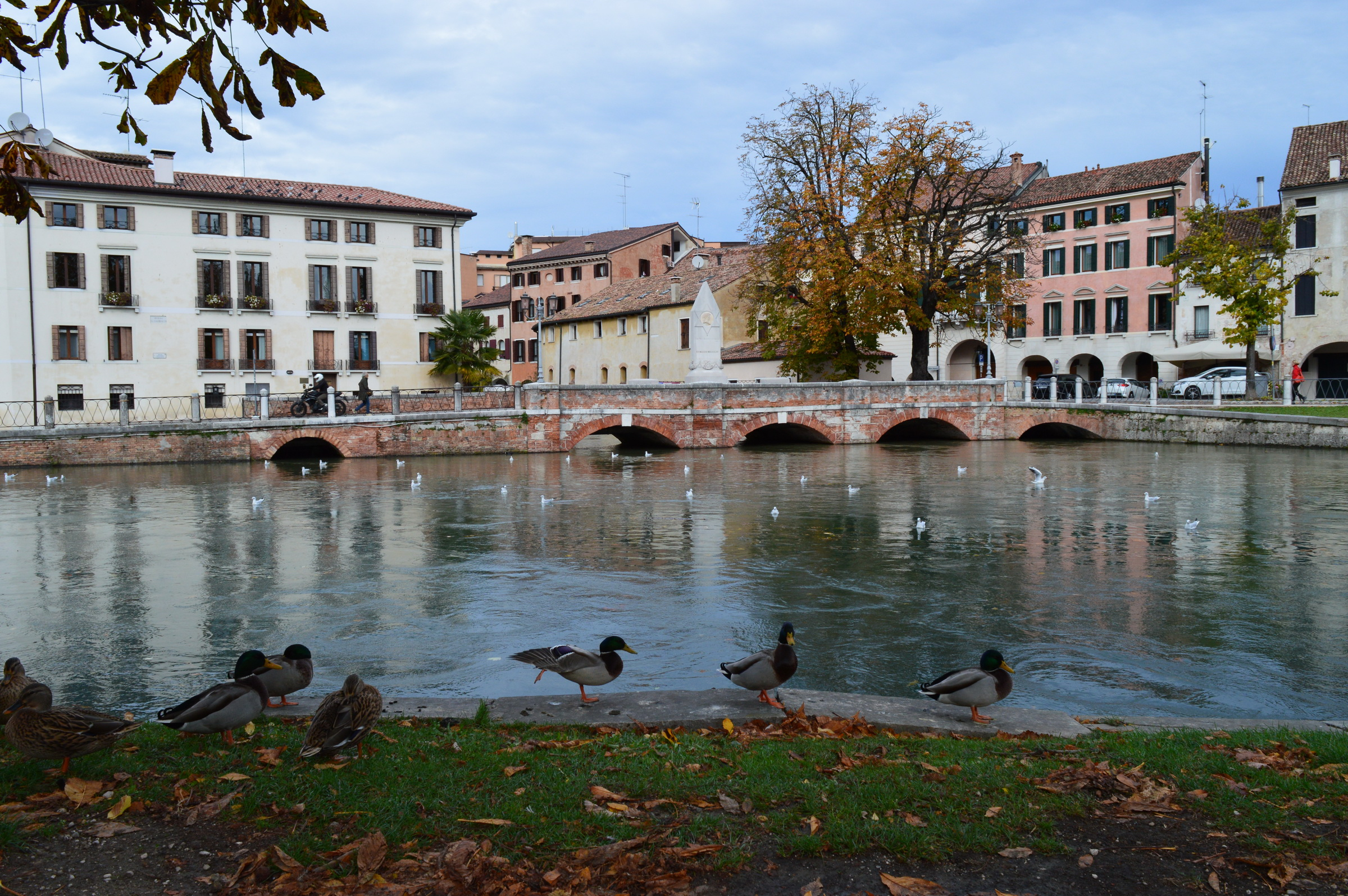
트레비소의 단테 다리

- 트레비소의 단테 다리 '단테 다리' - 카냔강의 좁은 부분이 실레강으로 흐르는 곳에 지어졌다. 이곳은 단테 알리기에리가 신곡의 세 번째 편 (천국편)에서 언급한 바 있다. 단테 다리는 1865년에 이탈리아 대시인의 이름을 따 붙여진 것이다.[17]

## 공원과 정원
- 자르디노 페놀로지코 '알레산드로 마르첼로'
- 오르토 보타니코 콘세르바티보 카를로 스페가치니 - 식물원
- 오르토 보타니코 콘세르바티보 프란체스코 부스넬로 - 식물원

## 교육

### 대학교
이르면 1231년부터 트레비소는 수업을 진행할 박사를 찾고 있었지만, 1269년이 되어서야 크레모나의 플로리오 데 도바리를 임명할 수 있었으며 초대 법학 교수로 추정된다. 1313년–1314년에, 트레비소 당국은 정교수와 준교수 등 두 명의 법학 교수, 세 번째는 교회법을 가르칠 교수, 네 번째는 의학을 가르칠 교수 등을 두도록 보장하도록 하는 기록을 남겼다. 심지어 중세에는 자체적인 대학을 두고 있었고, 현재에 들어서는 파도바 대학교, 카 포스카리 대학교, 베네치아 건축대학교 등이 트레비소에 캠퍼스를 두어 다시 한번 '대학의 도시'라는 지위를 부여하였다. 수업은 옛 바투티 병원과 군사 지역에서 열리고 있다. 2015년에 베네치아 건축대학은 트레비소의 캠퍼스를 닫고, 베네치아에서 수업 과정을 진행하고 있다.

### 고등학교

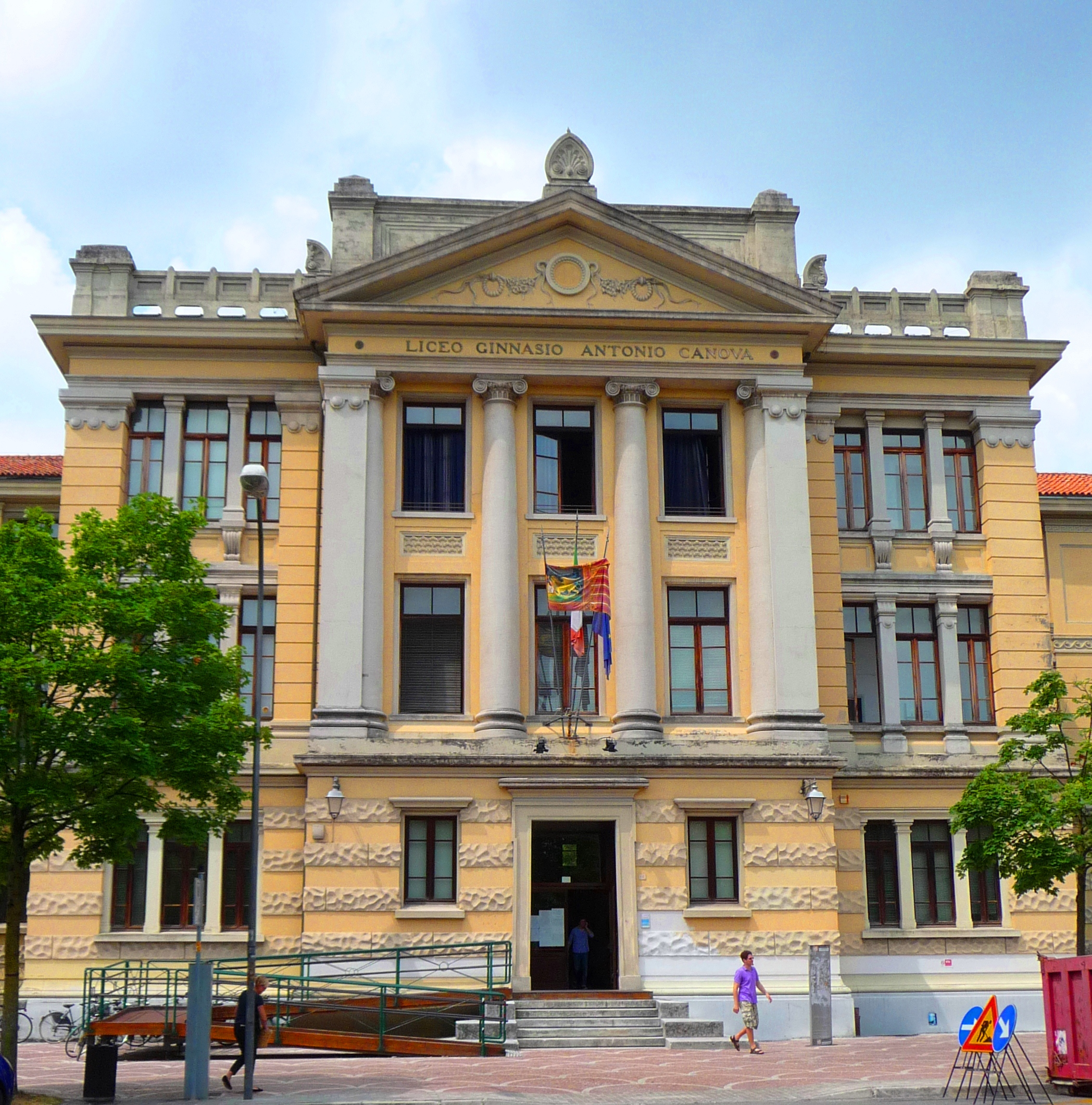
트레비소의 리케오 카노바

트레비소에는 몇 개의 고등학교들이 있다. 고전 및 언어 고등 교육을 제공하는 '국립 안토니오 카노바 리케오 진나시' (Liceo ginnasio statale Antonio Canova' 교육 기관과, 과학, 언어, 인간 및 사회 과학 연구 기관을 포함하는 두카 델리 아브루치 교육 기관이 존재한다.
트레비소에는 '막스 플랑크 교육 기관' 같은 기술 교육 기관도 존재하며, 컴퓨터 과학, 전자공학, 자동화 관련 교육을 제공한다.
또한 'collegio vescovile Pio X'나 'Istituto Canossiano Madonna del Grappa' 같은 곳이 있어 사립 학교가 부족하지도 않다.

## 문화

### 도서관
공공 도서관 다섯 곳이 위치했으며, 그 중 세 곳은 도심에 있다. 또한 카오토르타 궁전 (Palazzo Caotorta)에 위치한 베네통 연구 및 조사 재단의 기록 보관소 (Fondazione Benetton Studi e Ricerche)의 도서관 별관, 대성당의 도서관 (Biblioteca Capitolare), 신학교의 도서관 (Biblioteca del Seminario) 등 일부 사설 기관들도 존재한다. 산 테오니스토 (San Teonisto) 거리에 위치한 리케오 카노바 (Liceo Canova) 역시도 본관 1층에 도서관을 두고 있다.

### 박물관

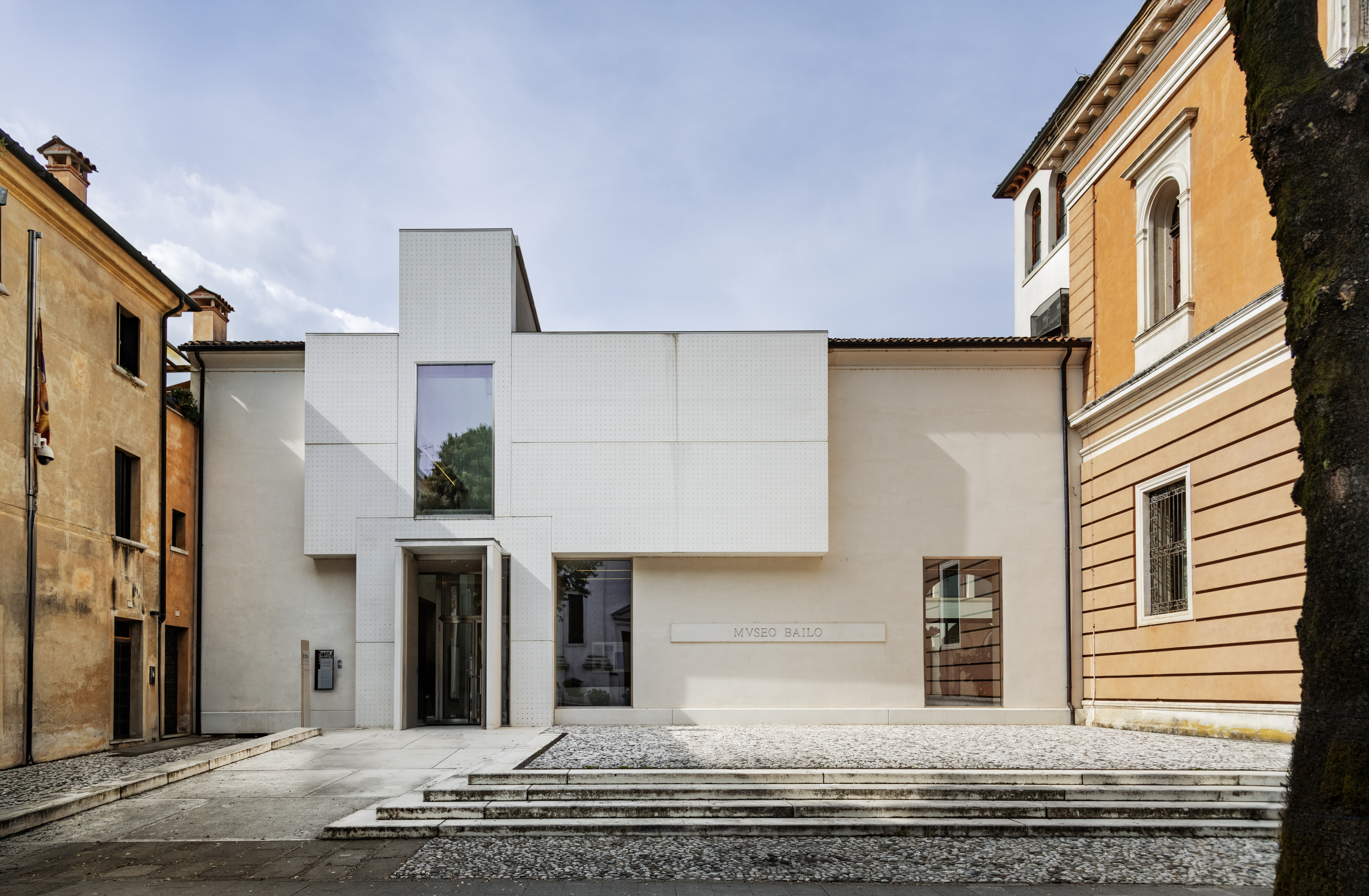
트레비소의 바일로 박물관

다양한 박물관 외에도, 트레비소에는 트레첸토 궁전, 시청사, 카사마르카 재단이 소유한 데이 카라레시, 봄벤 궁전, 베네통 연구 조사 재단의 청사 등 중요한 전시관들이 존재한다.
- 1879년에 트리비자노 박물관 (Museo Trivigiano)라는 이름으로 문을 연 시립 박물관들 - 현재 세 곳으로 나뉘어 있으며 2003년에 보수 공사에 착수하여 2015년 가을에 재개장한 바일로 박물관으로, 설립자이자 초대 큐레이터인 루이지 바일로의 이름을 따 붙여졌다. 나머지 두 곳은 산타 카테리나 (Santa Caterina)와, 1935년에 시 당국이 획득한 카 다 노알 (Ca' da Noal)로 카사 로베간 (Casa Robegan), 카사 카르와트 (Casa Karwath)로 이뤄졌다.[24] 다양한 섹션에서 도시 내에서나 인근 지역에서 발견된 기원전 2,000년 전에서부터 중세 초기까지의 유물들, 르네상스부터 20세기까지의 예술품 (조반니 벨리니, 파리스 보르도네, 로렌초 로토, 티치아노, 로살바 카리에라, 감바티스타, 조반니 도메니코 티에폴로, 프란체스코 과르디, 피에트로 롱기, 메도로 코게토, 산테 칸치안, 굴리에모 차르디, 아르투로 마르티니, 프란체스코 포데스티, 지노 로시 등) 등을 보존하고 있다.
- 국립 살체 컬렉션 박물관 (Museo nazionale Collezione Salce) - 2017년에 개관했으며, 1962년에 사망하면서 국가에 기부를 한 난도 살체의 포스터 컬렉션을 소장하고 있고, 현재 산타 마르게리타에서 보관하고 있다. 박물관은 산 가에타노에 위치했으며 임시 전시관에서 순환 형식으로 전시하고 있다.[25]
- 도립 인류지학 박물관 - 2002년에 개관했고 트레비스 북쪽 외곽에 자리 잡은 스토르가 국립 공원 내 피아보네 저택의 교외 건물에 위치했으며, 저택의 중심부는 17세기 후반까지 거슬러 올라간다. 여러 건물들이 보수가 이뤄지고 복합 시설로 전환되었으며, 이 지역 문화 보호 및 홍보에 헌신하는 트레비소 민속 단체 (Treviso Folk Group)의 청사이기도 하다.[26]
- 주교 박물관 - 1988년에 개장했고, 구 참사회 건축물 (12세기)이라 흔히 불리던 곳에 위치했으며 사도 베드로 대성당의 옛 참사회원들이 위치했었다고 한다.[27]
- 교구의 신학 박물관 -  산 니콜로(San Nicolò) 교회에 부속된 도미니코회 수도원(현재는 폐쇄)에 위치해 있으며, 1840년부터 주교 신학교의 자리로 사용되고 있다. 194년에 동물 컬렉션을 기부한 자연 과학 박사 주세페 스카르파의 이름을 딴 동물학 발물관이 있고, 성직자 디노 그로사의 기부에 따라 설립된 베네수엘라 원주민들 (Piaroa, Makiritare, Panare, Warao and Motilon)에 대한 인류지학 박물관 등이 위치했다.[28]

### 요리
순서대로 살펴보면, 가장 대표적인 전채 요리는 부드럽게 소금에 절인 고기를 두껍게 썰어낸 소프레사로, 보통 폴렌타와 라디키오 등과 함께 내놓는다. 첫 번째 요리로는, '리시'(risi, 간과 양념을 한 아스파라거스, 라디키오, 콩이 같이 제공)와 수프 (토르텔리니가 들어간 단순한 카폰 수프, 콩 수프, 소파 코아다 등이 대표적) 등을 언급할 수 있다. 메인 요리로는, 깃털이 달린 가금류등이 제공되는데, '페바라다' (pevarada, 간과 앤초비 페이스트로 만든 소스)가 들어간 구운 뿔닭, 삶은 닭고기 또는 거위 고기 (보통 셀러리 양념이 들어감), 오리 꼬치 구이 및 카폰 스튜 등이 있었다.

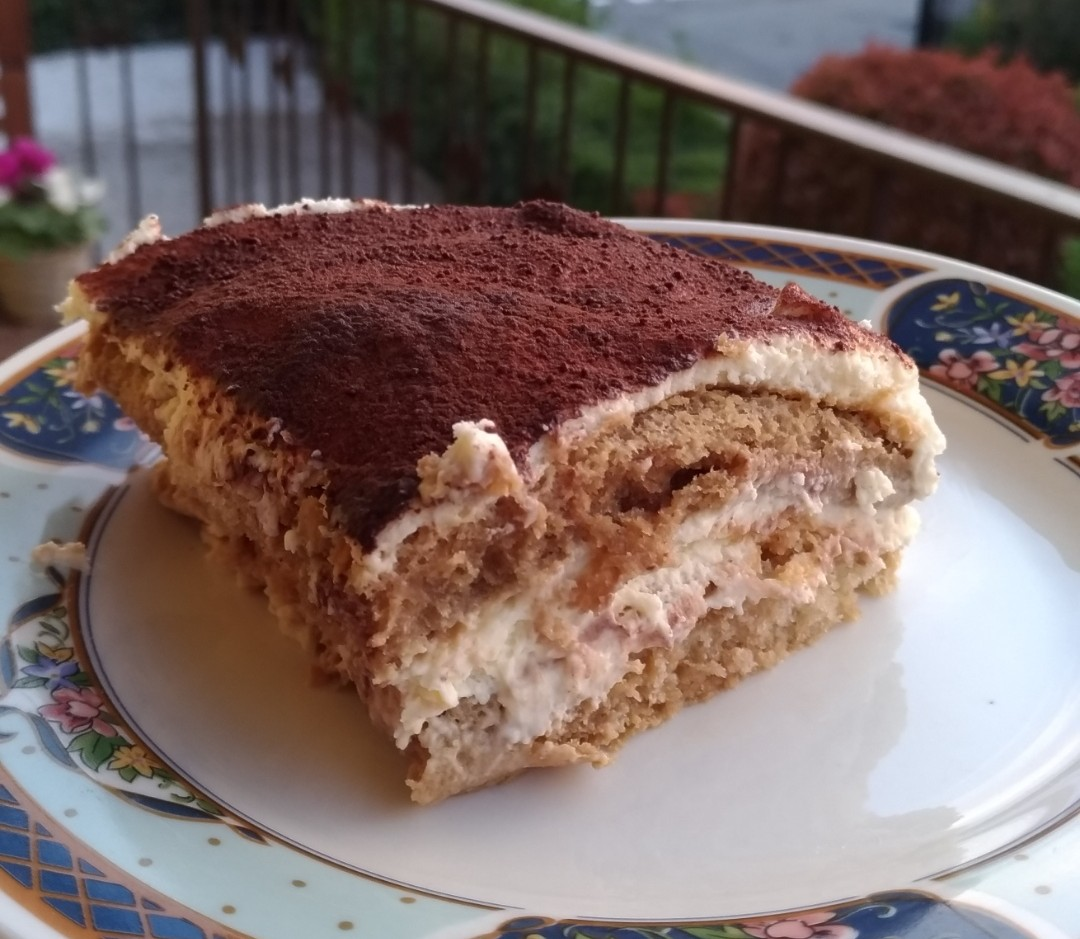
트레비소의 대표적 디저트 티라미수.

또한 민물고기 요리도 존재하며 특히 이 지역 방언으로 '비사토'(bisatto)라고 하는 장어를 튀기거나 폴렌타를 넣고 스튜로 만들며, 민물 새우, 송어, 대구 (트레비소와 트리비엔토에서 흔히 '바칼라'라고 함)요리 등이 있다. 야채조차도 트레비소 음식의 주인공으로 제공되며, 특히 트레비소의 적색 라다키오가 유명하다. 이 지역이 치즈로 유명하나 (몬타시오, 아시아고, 탈레조, 모를라코 등), 가장 대표적인 치즈는 살균 처리한 우유로로 만든 신선한 치즈인 카사텔라 (Casatella)로, 원산지 보호 지정을 받고 있다.
이 지역에서 가장 흔히 재배되는 과일은 콤바이 밤 (marrone di combai), 체리, 포도 등이다. 가장 특색 있는 디저트는 티라미수로, 구전에 의하면 '알레 베케리에'(Alle Beccherie)라는 레스토랑에서 처음 제공되었다고 한다. 다른 디저트에는 '프레골로타'(Fregolotta) 케이크와 프리텔레, 크로스톨리 같은 시기별 디저트, 카르니발 때의 카스타뇰레 (castagnole), 부활절의 '푸가사 콘 레 만도를레' (fugassa con le mandorle), 파베테 데이 모르티 (Favette dei Morti) 등이 있다. 가장 유명한 백포도주는 프로세코이며, 이 외에도 토카이 (Tocai), 베르두초 (Verduzzo) 등이 있으며 피노 블랑, 피노 그리, 샤르도네 품종으로 만들어지며 카베르네, 메를로, 피노 누아, 라보소 등이 적포도주를 만드는 데 쓰인다.

## 경제
트레비소에서, 세라믹 및 도자기 등의 공예품들이 널리 유명하며, 또한 짚과 고리버들 가공품 역시도 유명하다. 과거 트레비소 지역에서, 플레잉 카드를 제작하는 회사인 달 네그로가 세워져 본사를 두었었다. 최근에는 오스람 공장과 드롱기의 본사가 위치해 있다. 그 외에도 트레비소 및 트레비소도에는, 유명 이탈리아 포도주 중 프로세코, 카베르네, 토카이, 메를로, 라보소 등 그 밖의 유명한 제품 등 일부가 생산되고 있다.
트레비소는 또한 직물과 사치품으로 전세계에서 유명하기도 하다. 베네통, 제옥스, 스테파넬, 시슬리 등의 회사들이 이 지역에 기반을 두고 있다.

## 스포츠

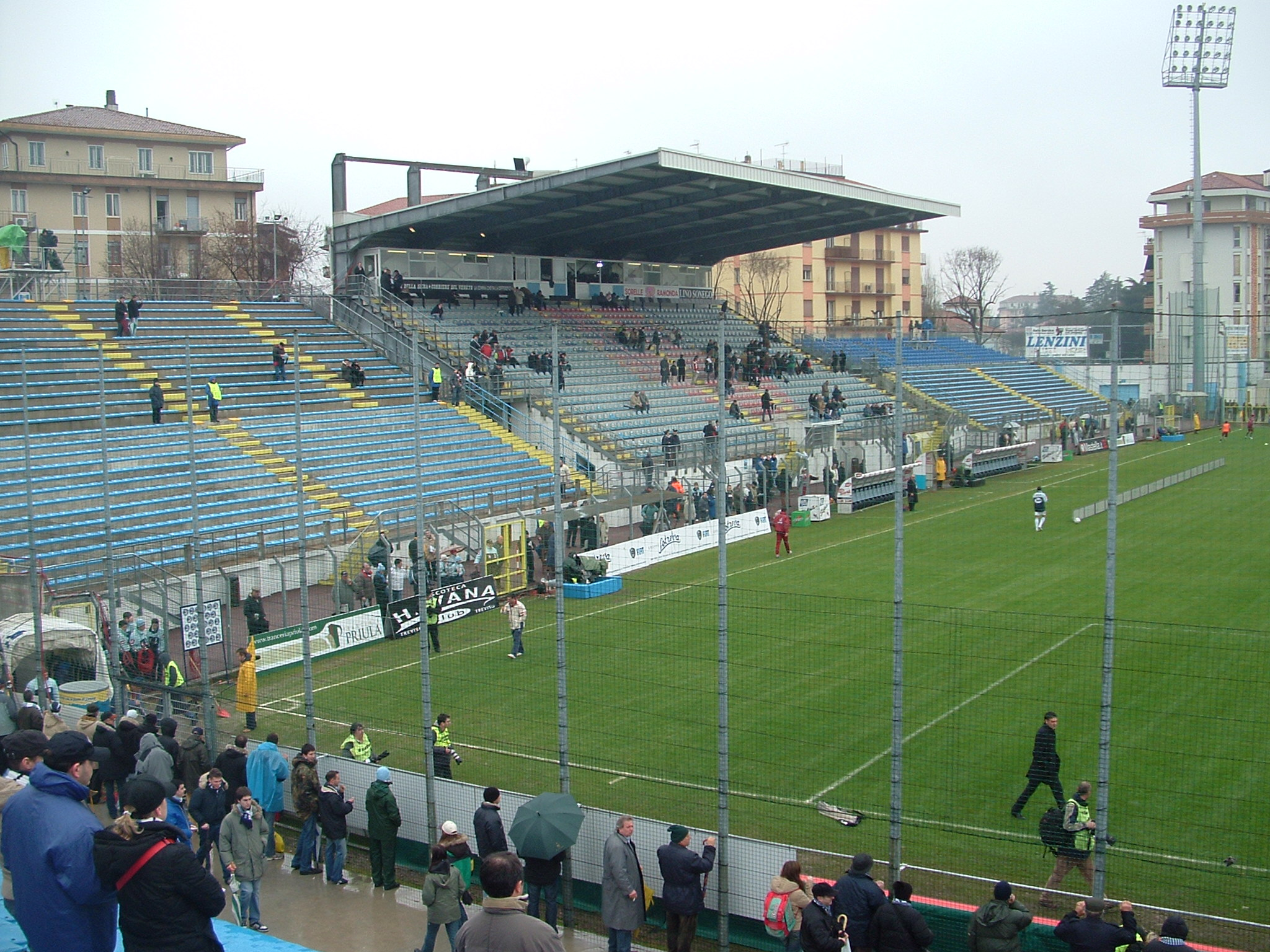
텐니 경기장 내부 모습

트레비소는 베네통 가문이 운영 및 후원을 한 덕에 일부 유명 이탈리아 스포츠 팀들의 연고지이다:
- 시슬리 트레비소 (배구) - 아홉 차례 스쿠데토를 차지했으며, 팔라베르데 경기장에서 경기한다].

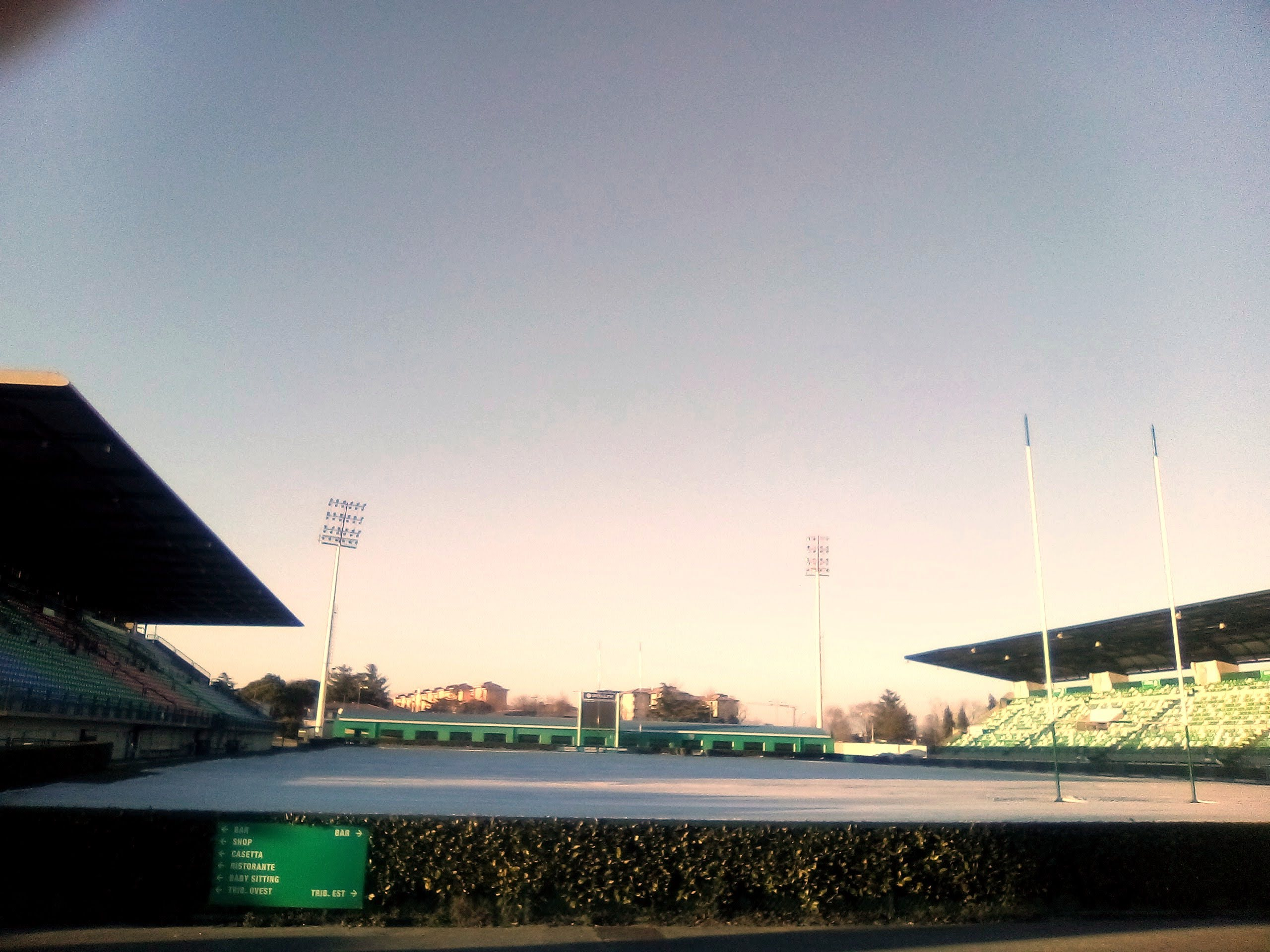
모니고 럭비 경기장

- 베네통 (럭비 유니언) - 15 차례 스쿠데토를 차지했으며, 모니고 공설 경기장에서 경기한다. 베네통은 아일랜드, 스코틀랜드, 웨일스, 남아프리카공화국 등의 팀들과 함께 참여하는 유나이티드 럭비 챔피언십에서 참가 중인 이탈리아 두 개 팀 중 하나이다.
- 베네통 바스켓 - 다섯 차례 스쿠데토를 차지했으며, 팔라베르데 경기장에서 경기한다.

지역 축구 팀인 ASD 트레비소 2009는 2005년에 처음으로 이탈리아 프로 축구 1부 리그 세리에 A에 참가했다. 홈구장은 스타디오 옴보노 텐니이다.
트레비소는 프로 사이클로크로스 경주 대회 서킷으로 인기가 많은 곳이며 2008년 UCI 사이클로크로스 세계선수권대회가 열리기도 했다.
트레비소는 사이클링 애호가들에게 인기 많은 장소이기도 하다. 도심에서 시작하여 실레강을 따라 아드리아해의 휴향지인 제솔로 (Jesolo)로 이어지는 사이클링 코스가 있다. 로드 사이클리스트들에게 트레비소는 몬텔로 언덕 및 코넬리아노, 발도비아데네 주변 일대의 구릉 지대로 향하는 코스의 시작점이자 종착점이기도 하다.

## 대중 교통

### 철도
트레비소 첸트랄레역은 로마, 밀라노, 베네치, 파도바, 트리에스테 등으로 향하는 트렌이탈리아 열차를 운행하고 있다. 또한 빈, 클라겐푸르트, 필라흐로 향하는 오스트리아 열차 (ÖBB)도 운행되고 있다.

### 공항
트레비소 공항은 트레비소에서 서-남서쪽 약 5km, 베네치아에서 약 31km 거리에 위치했다. 주로 저가 항공사들이 사용하는 소규모 공항이며, 라이언에어가 주요 운행 항공사 중 하나이다. 2,420 미터 길이의 단일 아스팔트 활주로가 있으며 해발 18m 높이에 위치했다. 공항 터미널은 2007년에 개장되었으며 유명 이탈리아 조각가 안토니오 카노바의 이름을 따 붙여졌다.

### 그 외
MOM는 트레비소의 주요 통운회사로 트레비소도의 도심과 교외 지역에서 운행을 하고 있다.

## 주요 인물
- 바두일라 (재위 541년–552년) - 동고트족의 왕.
- 교황 베네딕토 11세 (1240년–1304년).
- 안토니오 카노바 (1757년–1822년) -  신고전주의 조각가.
- 파리스 보르도네  (1500년–1570년) - 베네치아 르네상스의 화가
- 루차노 베네통 (1935년 출생) - 베네통 그룹의 회장.
- 글로리아 아우라 보르톨리니 (1982년 출생) - 언론인, 사진작가, 영화 제작자
- 주티 라벤나 (1897년-1972년) - 화가.
- 조반니 바티스타 피라네시 (1720년–1778년) - 건축가 및 예술가.
- 피에르 카르댕 (1922년–2020년) - 패션 디자이너.
- 줄리아노 카르미뇰라 (1951년 출생) - 바이올린 연주자.
- 알레산드로 델 피에로 (1974년 출생) - 축구 선수
- 프란체스코 툴리오 알탄 (1942년 출생) - 알탄으로 알려진 만화가 및 풍자 작가
- 폼포니오 아말테오 (1505년-1588년) - 화가
- 카를로 노르디오 (1947년 출생) - 전직 공무원이자, 현 이탈리아 법무부 장관.
- 엠마 차르디  (1879년–1933년) - 화가.
- 안젤로 에프리키안 (1913년–1982년) - 음악 연구가 및 바이올린 연주자.
- 라우라 에프리키안 (1940년 출생) - 배우 및 TV 출연자.
- 레드 칸치안 (1951년 출생) - 뮤지컬 배우, 이탈리아 밴드 푸의 보컬, 베이시스트.
- 레오노라 파니 (1954년 출생) - 영화 배우
- 안드레아 브루노 마초카토 (1948년 출생) - 로마 가톨릭 고위 성직자.
- 마리오 콘테 (1979년 출생) - 정치인이자, 현 트레비소 시장.
- 알도 세레나 (1960년 출생) - 전직 축구 선수.
- 안드레아 루케타 (1962년 출생) - 배구 선수.
- 주세페 모로 (1921년–1974년) - 축구 선수.
- 아르투로 마르티니 (1889년–1947년) - 조각가.
- 조반니 마수토 (1830년–1894년) - 음악 연구가 및 플루트 연주자.
- 안드레아 차초토 (1921년–2011년) - 시인.
- 마리우스 미트레아, (1982년 출생) 럭비 유니언 심판.
- 마르코 파올리니 (1956년 출생) - 연극 배우.
- 주세페 데롱기 (1939년 출생) - 억만장자 사업가.
- 딜레타 리초 마린 (1984년 출생) - 오페라 가수 및 모델.
- 안토니오 로카 (1921년–1977년) - WWE에서 뛴 프로 레슬링 선수로 WWF 국제 헤비웨이트 챔피언십에서 1959–1963년간 활약했다.
- 시모네 템페스티니 (1994년 출생) - 루마니아의 랠리 선수.
- 비앙카 로시 (1954년 출생) - 농구 선수.

## 국제 관계

### 자매 도시
트레비소가 자매 결연을 맺은 도시들은 다음과 같다:
- 프랑스 오를레앙[34]
- 루마니아 티미쇼아라[34]
- 브라질 쿠리티바[35]
- 아르헨티나 네우켄
- 오스트레일리아 그리프트시
- 캐나다 궬프

## 참고 문헌
- Chisholm, Hugh, 편집. (1911). 〈Treviso〉. 《브리태니커 백과사전》 27 11판. 케임브리지 대학교 출판부. 256쪽.